# Санаев, Всеволод Васильевич
Все́волод Васи́льевич Сана́ев (12 (25) февраля 1912, Тула — 27 января 1996, Москва) — советский и российский актёр театра и кино, педагог; народный артист СССР (1969), дед писателя Павла Санаева, лауреат Государственной премии РСФСР имени братьев Васильевых (1967). Кавалер ордена Ленина (1971).

## Биография

### Ранние годы
Всеволод Санаев родился 12 (25) февраля 1912 года в Туле. Был одним из 12 детей в многодетной семье рабочего Тульской гармонной фабрики, половина из которых умерли в ранние годы.
Детские годы прошли на рабочей окраине, рядом с оружейным заводом. Окончил шесть классов школы. Учился посредственно; из-за плохой успеваемости отец послал сына работать. В 1926—1930 годах — сборщик гармоней на Тульской гармонной фабрике. В его обязанности входило собрать гармонь и настроить инструмент. Он быстро освоил профессию половинщика, и к шестнадцати годам у него самого было два ученика.
Глубокое впечатление на него произвело первое посещение театра: это произошло в детстве, когда в Тулу приехала труппа Московского Художественного театра с постановкой «Дяди Вани». Начал посещать репетиции любительского театра «Серп и молот». Затем предпринял несколько попыток стать слушателем драматической студии, пока в конечном итоге не добился успеха.

### Театр и кино
В 1930—1931 годах служил артистом вспомогательного состава Тульского театра при Патронном заводе, в 1931—1932 годах — актёром Тульского театра драмы имени М. Горького.
Один из наставников помог ему подготовиться к поступлению на театральный рабфак в столице. Родители не одобряли его выбор, но, несмотря на это, он переехал в Москву, где на протяжении двух лет учился на рабфаке. После этого поступил на курс Николая Плотникова в Учебно-театральном комбинате («Теавуз», позднее реорганизован в ГИТИС). Одним из его преподавателей и наставников был актёр и режиссёр Михаил Тарханов.
С 1937 по 1943 год по окончании ГИТИСа служил во МХАТе. Однако работы в театре было немного, корифеи театра неохотно делились ролями. Реализовать себя он смог в кино, где дебютировал в 1938 году в фильме «Волга-Волга», сыграв две маленькие роли: бородатого лесоруба и безбородого музыканта. А первая крупная работа — роль рабочего Добрякова — состоялась в картине «Любимая девушка» (1940).
С 1943 года служил в Театре им. Моссовета. Почти 40 лет являлся актёром Театра-студии киноактёра. В 1949—1950 годах работал педагогом во ВГИКе.
В 1952 году вернулся во МХАТ, но крупных ролей ему не доставалось. Зная об этом, директор театра Алла Тарасова на его просьбу об уходе ответила: «К сожалению, Севочка, вы, наверное, правы: пока мхатовские корифеи живы, они вам ничего играть не дадут». В итоге актёр покинул театр в 1956 году.
Член КПСС с 1955 года. Был убеждённым коммунистом, многие годы избирался секретарём парткома «Мосфильма». С 1966 по 1986 годы являлся секретарём Союза кинематографистов СССР, руководил Бытовой комиссией.
Среди известных ролей актёра в кино — директор МТС Кантауров («Возвращение Василия Бортникова», 1952), Донцов («Первый эшелон», 1955), старшина Козлов («Пять дней, пять ночей», 1960), Сиплый («Оптимистическая трагедия», 1962), полковник Лукин (киноэпопея «Освобождение», 1968).
Отдельной строкой идут его работы в фильмах Василия Шукшина. Изначально Шукшин звал его в свою дебютную картину «Живёт такой парень», однако Санаев, узнав, что тот выступает не только как режиссёр, но и как сценарист, решил, что он слишком много на себя берёт, и отказался. Посмотрев фильм, понял, что «Шукшин — это его человек», и с радостью ответил на следующее предложение режиссёра, сыграв Ермолая Воеводина в фильме «Ваш сын и брат» (1965). Затем последовали Матвей Рязанцев в «Странных людях» (1969) и Степан Фёдорович в комедии «Печки-лавочки» (1972). Шукшин также планировал снять его в своём нереализованном фильме о Степане Разине.
Всесоюзную известность принесла актёру роль полковника Зорина в детективной трилогии о милиции — «Возвращение „Святого Луки“» (1970), «Чёрный принц» (1973) и «Версия полковника Зорина» (1978).

### Поздние годы

Могила Санаева на Новодевичьем кладбище Москвы

Из последних киноработ стоит отметить дуэт с Борисом Новиковым в комедии «Белые росы» (1983) и роль чиновника из картины Эльдара Рязанова «Забытая мелодия для флейты» (1988). Ролан Быков также утвердил его на роль дедушки в своей картине «Чучело», несмотря на тлеющий внутрисемейный конфликт, однако жена Санаева закатила скандал, обвинив их обоих в кумовстве. После чего Санаев слёг с сердечным приступом, и Быков был вынужден позвать на роль Юрия Никулина. Тем не менее, как отмечала Елена Санаева, с тех пор отношения её отца и мужа стали теплеть.
В последние годы сетовал, что ему так и не дали попеть в кино и сыграть комедийную роль. Когда его спрашивали, кем бы он стал, если бы не был актёром, отвечал: «Я был бы замечательным гармонных дел мастером». Продолжал сниматься вплоть до конца жизни.
Сильно переживал смерть жены, несмотря на то, что та на протяжении многих лет страдала психическим расстройством, а в последние годы у неё развивался склероз мозга. По словам дочери, буквально потерял смысл жизни. «Он так плакал. Я-то думала, что после смерти мамы он сможет быстро вернуться к жизни, найдёт себе новые интересы, но он пережил её всего на 10 месяцев. Вскоре ему диагностировали рак, метастазы распространялись быстро».
Всеволод Санаев скончался 27 января 1996 года от рака лёгких, захоронен на Новодевичьем кладбище (участок № 10) в одной могиле с женой.

## Семья
Жена — Лидия Антоновна Санаева (в девичестве Гончаренко, 1918—1995). Познакомились во время гастролей МХАТа в Киеве, где Гончаренко училась на филолога. Санаев уговорил её бросить университет и уехать с ним в Москву. Долго не могла оправиться от потери сына, а после того, как в конце 1940-х годов следователи пришли к ним в коммунальную квартиру и стали выяснять её личность (незадолго до этого она рассказала политический анекдот), у неё развилась мания преследования. Друг семьи Сергей Михалков вступился за неё и устроил в клинику. По словам дочери, мать вылечили, но всю оставшуюся жизнь она прожила в прогрессирующей депрессии. Сергей Лукьянов предложил бросить больную жену, на что актёр ответил, что не может бросить женщину, которая подарила ему свою молодость и родила ему двоих детей.
Сын Алексей (1939—1941) умер в возрасте двух лет во время Великой Отечественной войны, заболев корью и дифтерией.
Дочь — Елена Санаева (род. 1942), актриса, общественный деятель, народная артистка Российской Федерации (2022).
Первый зять — Владимир Конузин, инженер. Внук — Павел Санаев (род. 1969), писатель, актёр, сценарист, режиссёр.
Второй зять — Ролан Быков (1929—1998), актёр, режиссёр, сценарист; народный артист СССР (1990), лауреат Государственной премии СССР (1986).
Сестра — Людмила Санаева (Шемякина), жила в Карелии, в городе Сегежа.
Отношения в семье актёра описаны его внуком Павлом Санаевым в повести «Похороните меня за плинтусом», по мотивам которой в 2009 году был снят одноимённый фильм.

## Театральные работы

### МХАТ
1. «Горячее сердце» А. Н. Островского (сезон 1937—1943)
2. «Горе от ума» А. С. Грибоедова (сезон 1937—1943)
3. «Гроза» А. Н. Островского (сезон 1937—1943)
4. «Любовь Яровая» К. А. Тренёва (1937)
5. «Фронт» А. Е. Корнейчука (1937)
6. «Трудовой хлеб» А. Н. Островского (1940)
7. «Воскресение» Л. Н. Толстого (сезон 1952—1956)
8. «Поздняя любовь» (сезон 1952—1956)
9. «Последняя жертва» А. Н. Островского (сезон 1952—1956)
10. «На дне» М. Горького (сезон 1952—1956)
11. «Дачники» М. Горького (сезон 1952—1956)
12. «Горячее сердце» А. Н. Островского (сезон 1952—1956)

### Театр им. Моссовета
1. «Олеко Дундич» А. Г. Ржешевского и М. А. Каца (1943)
2. «Нашествие» Л. М. Леонова (1943)
3. «Встреча в темноте» Ф. Ф. Кнорре (1944)
4. «Бранденбургские ворота» М. А. Светлова (1946)

### Театр-студия киноактёра
1. «Молодая гвардия» по А. А. Фадееву
2. «Софья Ковалевская» братьев Тур
3. «Мандат» Н. Р. Эрдмана
4. «Завтрак у предводителя» И. С. Тургенева
5. «Бедность не порок» А. Н. Островского

## Фильмография
1. 1934 — Частная жизнь Петра Виноградова — краснофлотец (нет в титрах)
2. 1938 — Волга-Волга — лесоруб и участник оркестра (две роли)
3. 1938 — Если завтра война — грамотный боец
4. 1939 — Девушка с характером — лейтенант милиции Сурков
5. 1939 — Юность командиров — полковник Гришаев (нет в титрах)
6. 1940 — Любимая девушка — Василий Добряков
7. 1941 — Первая конная — Кулик (нет в титрах)
8. 1941 — Первопечатник Иван Фёдоров — Пётр Тимофеев
9. 1941 — Сердца четырёх — Еремеев, красноармеец
10. 1944 — Иван Никулин — русский матрос — Алёха
11. 1946 — В горах Югославии — Алексей Губанов, красноармеец
12. 1947 — Алмазы — Сергей Нестеров, геолог
13. 1948 — Молодая гвардия — коммунист-подпольщик (нет в титрах)
14. 1948 — Страницы жизни — радиодиктор (нет в титрах)
15. 1949 — Падение Берлина — командир (нет в титрах)
16. 1949 — У них есть Родина — Всеволод Васильевич Сорокин
17. 1951 — В степи (короткометражный) — Тужиков, секретарь райкома
18. 1951 — Жуковский — студент (нет в титрах)
19. 1951 — Незабываемый 1919 год — Борис Викторович Савинков (нет в титрах)
20. 1951 — Пржевальский — протоиерей (нет в титрах)
21. 1951 — Сельский врач — Николай Петрович Коротков
22. 1951 — Тарас Шевченко — эпизод
23. 1953 — Беззаконие (короткометражный) — Ермолай, дворник
24. 1953 — Вихри враждебные — эпизод (нет в титрах)
25. 1953 — Возвращение Василия Бортникова — Кантауров, директор МТС
26. 1954 — Верные друзья — посетитель Неходы (нет в титрах)
27. 1955 — Первый эшелон — Алексей Егорович Донцов, директор совхоза
28. 1956 — Полюшко-поле — Николай Фёдорович Холин, директор МТС
29. 1956 — Разные судьбы — Владимир Сергеевич Жуков, парторг ЦК
30. 1957 — Ласточка — Мельгунов
31. 1957 — Рассказы о Ленине — Николай Александрович Емельянов
32. 1957 — Страницы былого — Скворцов
33. 1958 — На дорогах войны — Иван Фёдорович Уваров
34. 1958 — Очередной рейс — эпизод (нет в титрах)
35. 1959 — Баллада о солдате — эпизод
36. 1959 — В степной тиши — Ветров
37. 1959 — Неоплаченный долг — Алексей Окунчиков
38. 1959 — Песня о Кольцове — отец Кольцова
39. 1959 — Тоже люди (короткометражный) — пожилой солдат
40. 1960 — Пять дней, пять ночей — старшина Ефим Козлов
41. 1960 — Трижды воскресший — Иван Александрович Стародуб
42. 1961 — В пути (короткометражный) — старик
43. 1961 — Взрослые дети — Василий Васильевич
44. 1963 — Встреча на переправе (короткометражный) — председатель колхоза
45. 1963 — Оптимистическая трагедия — Сиплый
46. 1963 — Это случилось в милиции — майор Сазонов
47. 1964 — Большая руда — Мацуев
48. 1964 — Зелёный огонёк — пенсионер
49. 1965 — Ваш сын и брат — Ермолай Воеводин
50. 1965 — Первый день свободы / Pierwszy dzien wolnosci — полковник Давыдов
51. 1965 — Перекличка — Варенцов
52. 1966 — В западне — Ковач
53. 1967 — За нами Москва — генерал Панфилов
54. 1967 — Скуки ради — Тимофей Петрович Гомозов
55. 1968 — Освобождение — подполковник Лукин
56. 1968 — Стреляные гильзы (короткометражный) — отец
57. 1969 — Главный свидетель — Дюдя
58. 1969 — Странные люди (киноальманах) (новелла «Думы») — Матвей Рязанцев
59. 1969 — Я его невеста — Антон Григорьевич Митрохин
60. 1970 — Возвращение «Святого Луки» — полковник Зорин
61. 1970 — Кремлёвские куранты — старый рабочий
62. 1970 — Украденный поезд — генерал Иван Васильевич
63. 1971 — Ни дня без приключений — дед Данилюк
64. 1971 — Нюркина жизнь — Борис Гаврилович
65. 1972 — Эоломея (ГДР) — Кун, пилот
66. 1972 — Печки-лавочки — Сергей Фёдорович Степанов, профессор
67. 1973 — Здесь наш дом — Александр Евгеньевич Плужин
68. 1973 — Чёрный принц — полковник Зорин
69. 1975 — Там, за горизонтом — Викентий Кириллович
70. 1976 — Время московское — Назар Лукич Григоренко
71. 1976 — …И другие официальные лица — Олег Максимович Астахов
72. 1978 — Близкая даль — Андрей Захарович Погодин
73. 1978 — Версия полковника Зорина — полковник Зорин
74. 1978 — Любовь моя, печаль моя — отец Фархада
75. 1980 — Незваный друг — Владимир Абдуллаевич Шлепянов
76. 1980 — Тегеран-43 — Инкепер, хозяин кабачка
77. 1981 — От зимы до зимы — Павел Михайлович, министр
78. 1981 — С вечера до полудня — Андрей Жарков, писатель
79. 1982 — Надежда и опора — Кирилл Львович Ротов
80. 1982 — Частная жизнь — эпизод
81. 1983 — Белые росы — Федос Ходас
82. 1983 — Тайна «Чёрных дроздов» — мистер Джордж Фортескью
83. 1984 — Мёртвые души — Иван Григорьевич, председатель судебной палаты
84. 1986 — В распутицу — Василий Петрович Стогов, секретарь райкома
85. 1986 — Первый парень — Иван Иванович
86. 1987 — Апелляция — Иван Степанович Миронов
87. 1987 — Забытая мелодия для флейты — Ярослав Степанович
88. 1993 — Трагедия века — полковник Лукин
89. 1995 — Ширли-мырли — меломан

### Телеспектакли
1. 1976 — Ну, публика! — обер-кондуктор
2. 1978 — Месяц длинных дней — Павел Степанович Каширин

### Озвучивание
1. 1949 — Кукушка и скворец — коршун
2. 1952 — Сармико (анимационный) — радист
3. 1955 — Крушение эмирата
4. 1958 — Капитан первого ранга — матрос
5. 1964 — До осени далеко — Крускопс (роль В. Вернерса)
6. 1975 — Верните Рекса (анимационный) — Валерьян Валерьяныч, доктор
7. 1988 — Буду спорить! Анатолий Тарасов (документальный)

### Участие в фильмах
1. 1979 — Профессия — киноактёр (документальный)
2. 1982 — Правда великого народа (документальный) — ведущий

### Архивные кадры
1. 2001 — Всеволод Санаев (из цикла телепрограмм канала ОРТ «Чтобы помнили») (документальный)
2. 2006 — Всеволод Санаев (из цикла передач телеканала ДТВ «Как уходили кумиры») (документальный)
3. 2017 — Всеволод Санаев. Оптимистическая трагедия (документальный)

## Награды и звания
- Заслуженный артист РСФСР (1958)[12]
- Народный артист РСФСР (1964)
- Народный артист СССР (1969)
- Народный артист Азербайджанской ССР (10 октября 1972 года) — за заслуги в развитии и популяризации многонационального советского искусства[13]
- Государственная премия РСФСР имени братьев Васильевых (1967) — за исполнение роли Ермолая Воеводина в фильме «Ваш сын и брат» (1965)
- Орден Ленина (1971)
- Орден Трудового Красного Знамени (1967)
- Орден Октябрьской Революции (1981)
- Медаль «За трудовое отличие» (1950)
- Медаль «В ознаменование 100-летия со дня рождения Владимира Ильича Ленина» (1971)
- Медаль «За освобождение Болгарии. К 90-летию со дня рождения Георгия Димитрова» (1978)
- Нагрудный знак «Отличник кинематографии СССР» (1980)
- Благодарность Президента Российской Федерации (25 декабря 1995 года) — в связи со 100-летием мирового и российского кинематографа, за заслуги перед государством и большой вклад в отечественную культуру[14]
- Премия МВД России
- МКФ в Варне (Диплом, фильм «Украденный поезд», 1972)
- XVII Всесоюзный кинофестиваль в Киеве (Премия за лучшую мужскую роль, фильм «Белые росы», 1984)

## Память

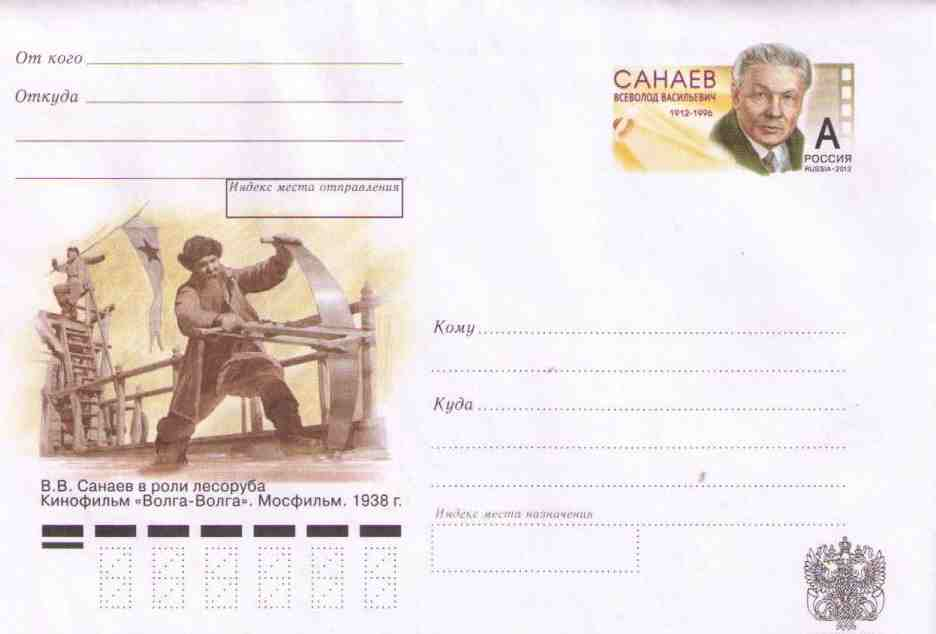
Почтовый конверт России

- 21 декабря 2011 года, к 100-летию со дня рождения Всеволода Васильевича Санаева, выпущен почтовый художественный маркированный конверт тиражом 500 тысяч экземпляров.